# Schondra
Schondra è un comune tedesco di 1 836 abitanti, situato nel land della Baviera.